# Sphex melas
Sphex melas är en biart som beskrevs av Gussakovskij 1930. Sphex melas ingår i släktet Sphex och familjen grävsteklar. Inga underarter finns listade i Catalogue of Life.